# Jacksonville
Jacksonville è una città degli Stati Uniti, nello Stato della Florida, capoluogo della contea di Duval; con 990 931 abitanti, è la città più popolosa del suo stato.
L'area metropolitana di Jacksonville ha raggiunto oltre un milione di residenti nel 1996. Jacksonville ha anche la caratteristica di essere la città più grande del sud del paese, escludendo il Texas.
Jacksonville e la contea di Duval sono consolidate: vale a dire che tutte le aree della contea di Duval sono considerate parte di Jacksonville; ciononostante le comunità di Baldwin, Neptune Beach, Atlantic Beach e Jacksonville Beach hanno un loro proprio governo municipale.
L'area totale di Jacksonville è di 2292,15 km². Jacksonville originariamente si chiamava Cowford perché il fiume Saint Johns in quella zona ha un restringimento, che permetteva così agli allevatori di guadarlo con il bestiame. La città fu rinominata nel 1822 con il nome del primo governatore territoriale della Florida e futuro 7º presidente degli Stati Uniti, Andrew Jackson. Jacksonville qualche volta è abbreviato con Jax.

## Geografia e clima

### Geografia fisica
Jacksonville si trova a 30°19'10 nord, 81°39'36 ovest (30.319406, -81.659999).
Secondo l'U.S. Census Bureau, la città ha un'area totale di 2264,5 km², 1962,4 km² su terraferma e 302,1 km² che corrispondono a specchi d'acqua (13,34% del totale).

### Clima
Jacksonville gode di un clima mite in inverno e di un clima caldo in estate. Le temperature medie sono comprese tra i 12 °C e i 28 °C. Alti indici di caldo sono comuni per i mesi estivi nella zona di Jacksonville, quando le temperature massime possono toccare i 32 °C con un indice di calore di 43 °C. Tuttavia nei mesi invernali l'area può subire gelate durante la notte, ma solitamente non ci sono più di dieci o quindici giorni con temperatura minima sottozero. In alcuni anni, l'area vede la presenza di neve, anche se questo è raro e la neve di solito si scioglie prima che tocchi terra.
Jacksonville è una delle poche città della costa orientale che è stata risparmiata dalla collera di numerosi uragani. L'unico grande uragano che colpì la città fu l'Uragano Dora, nel 1964 con venti che furono appena al di sotto di 180 km/h, rientrando addirittura nella "Categoria 2" sulla Scala Saffir-Simpson. Quest'area riceve una “spazzolata” da una tempesta tropicale ogni 3,05 anni. Anche se non direttamente colpita, quest'area ebbe diversi danni dai venti generati dagli uragani Frances e Jeanne nel 2004.
La piovosità media è di circa 1300 mm l'anno, con i mesi più piovosi tra giugno e settembre.

## Storia

### Pre coloniale
Testimonianze archeologiche indicano 6 000 anni di insediamenti umani nella zona. Gli indiani Timucua erano la tribù locale predominante quando arrivarono gli esploratori europei. La più grande cittadina Timucua nella regione era Ossachite, che sorgeva approssimativamente dove ora si trova il palazzo di giustizia. Il nome è uno dei primi registrati nella zona.

### Storia coloniale e territoriale
Nel 1513, esploratori spagnoli giunsero in quella che successivamente fu chiamata Florida e attribuirono il diritto della loro scoperta alla Spagna. Nel 1562, l'esploratore ugonotto francese Jean Ribault esplorò l'area del fiume Saint Johns e nel 1564 il francese edificò Fort Caroline. Truppe spagnole, guidate da Pedro Menéndez de Avilés, dalla vicina St. Augustine attaccarono il forte e costrinsero i francesi ad allontanarsi nel 1565. Nel 1763 la Spagna cedette la Florida agli Inglesi, che successivamente ridiedero il controllo alla Spagna nel 1783. Il primo insediamento permanente fu fondato da Cow Ford nel 1791 e la Florida divenne territorio degli Stati Uniti nel 1821. Il 15 giugno 1822 i coloni mandarono una petizione al segretario di stato degli Stati Uniti chiedendo che Jacksonville venisse nominata come porto d'entrata; questo è il primo uso registrato del nome. La carta per avere un governo cittadino fu approvata dal Concilio Legislativo della Florida il 9 febbraio 1823.

### Guerra di secessione
Durante la guerra di secessione americana, Jacksonville fu il punto chiave di rifornimento per suini e bovini che lasciavano la Florida, contribuendo alla causa Confederata. Per quasi tutta la durata della guerra, la Marina degli Stati Uniti mantenne un blocco attorno ai porti della Florida, tra cui Jacksonville. Nell'ottobre del 1862 le forze dell'Unione catturarono una batteria Confederata a St. Johns Bluff e occuparono Jacksonville. Per tutta la durata della guerra Jacksonville passò di mano diverse volte, anche se mai con una battaglia. Il 20 febbraio 1864 i soldati dell'Unione marciarono da Jacksonville nell'entroterra e affrontarono l'esercito Confederato nella Battaglia di Olustee la quale si concluse con la vittoria Confederata. Alla fine della guerra nel 1865, un comandante dell'Unione spiegò che Jacksonville era diventata “pateticamente dilaniata, un mero scheletro di ciò che era, una vittima di guerra.”

### L'epoca di Jacksonville come luogo di svago invernale
Successivamente alla guerra di secessione, durante la Ricostruzione e in seguito, Jacksonville e la vicina St. Augustine divennero popolari luoghi di svago invernale per i ricchi e famosi dell'Età d'Oro. Visitatori arrivarono con navi a vapore e (dall'inizio del 1880) con la ferrovia, e svernarono in dozzine di hotel e pensioni. L'area declinò d'importanza come luogo di svago quando Henry Flagler estese la “Florida East Coast Railroad” al sud, arrivando a Palm Beach nel 1894 e nella zona di Miami nel 1896. Nemmeno ospitare l'Esposizione Subtropicale, servì a consentire una duratura crescita per il turismo a Jacksonville.

### Epidemie di febbre gialla
L'importanza di Jacksonville come luogo di svago invernale ricevette anche un colpo dalla scoppio della febbre gialla dal 1886 al 1888, durante quest'ultimo morirono quasi il 10% degli abitanti, per un totale di oltre 4 000 vittime, compreso il sindaco della città. Nell'assenza di conoscenze scientifiche riguardanti la causa della febbre gialla, quasi metà dei residenti della città, in preda al panico, fuggirono, nonostante l'imposizione di quarantena e l'incenerimento (in effettivo) della posta in entrata e in uscita. Non c'è da sorprendersi se la reputazione di Jacksonville come salutare meta turistica ne risentì.

### Guerra Ispanico Americana
Durante la Guerra Ispanico Americana, i trafficanti di armi, aiutando i ribelli Cubani, usarono Jacksonville come centro per contrabbandare armi illegali e rifornimenti a Cuba. Lo sceriffo della contea di Duval, e futuro governatore di stato, Napoleone Bonaparte Broward fu uno dei tanti trafficanti di armi che operavano fuori dalla città.

### Grande incendio del 1901
Il 2 maggio 1901 ceneri bollenti provenienti dal camino di una baracca atterrarono sul muschio della Cleveland's Fiber Factory. A mezzogiorno e mezzo la maggior parte dei lavoratori della Cleveland erano a pranzo, ma quando tornarono l'intero isolato cittadino era immerso nelle fiamme. L'incendio distrusse il centro degli affari e rese 10 000 residenti senza casa nel giro di 8 ore. Il Governatore della Florida, William S. Jennings, dichiarò uno Stato di legge marziale a Jacksonville e inviò diverse unità della milizia di stato nella città. La ricostruzione cominciò immediatamente, e la città tornò all'autorità civile il 17 maggio. Il famoso architetto di New York, Henry Klutho aiutò a ricostruire la città. Klutho e altri architetti, innamorati del "Prarie Style" dell'architettura, che venne poi reso popolare dall'architetto Frank Lloyd Wright a Chicago e in altre città del Midwest, progettarono esuberanti edifici locali con un'attitudine tipica della Florida. Anche se molti degli edifici di Klutho furono demoliti negli anni ottanta, un buon numero delle sue creazioni rimane, incluso il St. James Building dal 1911 (un ex grande magazzino che ora è il municipio di Jacksonville) e il Morocco Temple dal 1910. I Klutho Apartments a Springfield, sono stati recentemente restaurati e convertiti in spazio per uffici dal locale istituto di beneficenza Fresh Ministries. Malgrado le perdite degli ultimi decenni, Jacksonville ha ancora una della più grandi collezioni di edifici Prarie Style (in particolar modo residenze) al di fuori del Midwest.

### Industria del cinema
All'inizio del Novecento, Jacksonville fu un centro della nuova industria del cinema. Il clima caldo della città, eccellente accesso della ferrovia e bassi costi hanno tutti contribuito a far diventare Jacksonville la “Capitale Mondiale dei Film Invernali”. Dall'inizio del 1910, Jacksonville ospitò oltre 30 studi cinematografici impiegando oltre 1 000 attori.  Una politica conservatrice e la grande crescita di Hollywood hanno determinato la fine di questa industria che è durata poco più di un decennio.

### "L'ingresso per la Florida"
Gli anni venti portarono un significativo sviluppo delle proprietà immobiliari e speculazione della città durante il grande boom della grande terra della Florida. Orde di treni passarono attraverso Jacksonville sulla strada verso il Sud, verso le nuove destinazioni turistiche della Florida peninsulare. Il completamento della Dixie Highway (parti della quale divennero la U.S. Highway 1) negli anni venti cominciò anche a delineare un significante traffico automobilistico. Dal 1870 Jacksonville è divenuto un importante punto d'entrata dello Stato tanto da essere giustificatamente etichettata come l'“Ingresso per la Florida”.

### Marina statunitense
Una significativa parte della crescita di Jacksonville nel XX secolo venne dalla presenza di basi navali nella regione. Il 15 ottobre 1940, la Naval Air Station Jacksonville (“NAS Jax”) sul lato occidentale divenne il primo insediamento navale in città. La base fu uno dei maggiori centri d'addestramento durante la Seconda guerra mondiale, oltre 20 000 piloti e uomini d'equipaggio aereo vennero addestrati qui. Dopo la guerra, l'équipe della Marina, Blue Angels fu stabilita al NAS Jax. Oggi il NAS Jax è il terzo più grande insediamento della marina nel paese e impiega oltre 23 000 civile e personale attivo in servizio.
Nel giugno del 1941, la terra nella parte più a ovest della contea di Duval fu destinata ad una seconda installazione aeronavale, il NAS Cecil Field, che durante la guerra fredda fu designato come Master Jet Base, l'unico nel Sud. Gli RF – 8 Crusaders partiti da Cecil Field individuarono dei missili a Cuba, facendo precipitare la Crisi dei missili di Cuba. Nel 1993 la Marina decise di chiudere il NAS Cecil Field e nel 1999 fu completato lo smantellamento. La terra una volta occupata da questa installazione è ora conosciuta come “Cecil Commerce Center” e contiene uno dei campus del Florida Community College che ora offre lezioni di aeronautica civile.
Il dicembre del 1942 ha visto l'aggiunta di una terza installazione navale a Jacksonville: la Naval Station Mayport alla foce del fiume St. Johns. Questo porto si è sviluppato durante la Seconda guerra mondiale e oggi è il porto principale per molti tipi di navi della marina, di cui tra i più famosi l'USS ''John F. Kennedy''. L'NS Mayport attualmente impiega circa 14 000 persone.

### Tensione razziale
Jacksonville ha una storia di segregazione razziale e violenza. Questa arrivò all'apice con l'"Ax Handle Saturday”, il 27 agosto 1960. Un gruppo di uomini bianchi (alcuni erano presumibilmente membri del Ku Klux Klan) armati di mazze da baseball e impugnando asce attaccarono un gruppo di attivisti dei diritti civili che stavano conducendo dei sit–in nei ristoranti segregati. La violenza si diffuse, e la banda di delinquenti bianchi cominciò ad attaccare tutti gli afroamericani che vedevano. La polizia non fece un tentativo per fermare la violenza fino a quando i “neri cominciarono a difendersi per bene”.
Prima del passaggio del Civil Rights Act nel 1964, agli afroamericani a Jacksonville furono negati servizi sanitari in ogni ospedale eccetto quello "tutto nero" Brewster Hospital, anche quando le loro condizioni erano critiche o in fin di vita. Nelle conseguenze del Civil Rights Act e dell'Ax Handle Saturday, gli afroamericani precedentemente segregati e le comunità bianche lavorarono insieme in dialogo aperto, integrazione e governo partecipatorio. Nonostante il progresso, la tensione razziale fu molto evidente quando le scuole pubbliche di Jacksonville furono integrate nel 1967. Gli studenti neri che frequentavano le scuole integrate dovettero subire epiteti razziali, sputi e, in qualche caso estremo, anche di venire lapidati dai loro compagni di classe bianchi.
Il 1º giugno 2003, John Peyton divenne sindaco di Jacksonville dopo aver sconfitto il primo afroamericano candidato all'elezione di sindaco Nat Glover. Matt Carlucci, un bianco Repubblicano sostenne Glover (un democratico) dopo essere stato sconfitto nelle primarie. Poi, l'attività commerciale di Carlucci fu vandalizzata con le parole “AMANTE DEI NEGRI”, e il quartier generale della campagna di Glover fu vandalizzato con le parole “NESSUN SINDACO NEGRO”. L'unico testimone del crimine disse di aver visto due maschi neri scappare dalla scena. È da notare che Nat Glover fu il primo (e unico) sceriffo afroamericano nello Stato della Florida, vincendo due elezioni prima di candidarsi come sindaco.

### Questioni correnti

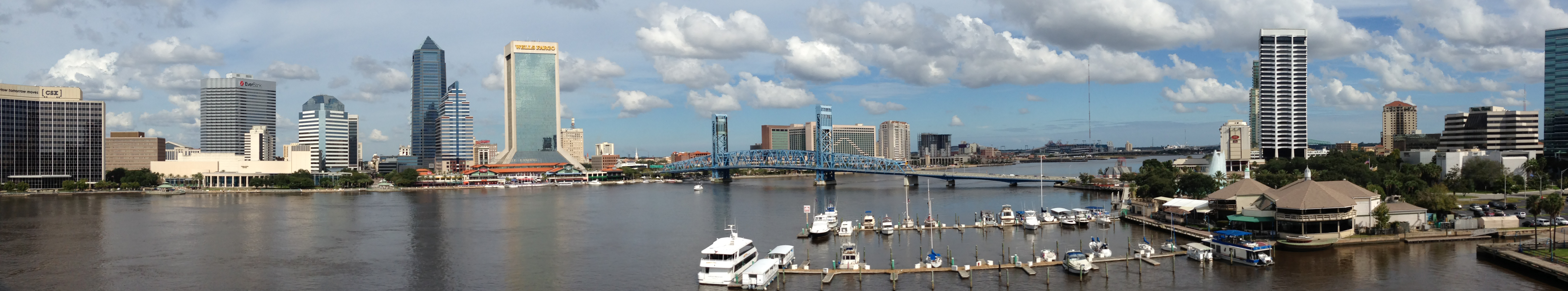
Profilo di Jacksonville dall'Main Street Bridge

Alcune questioni di cui la città si sta occupando oggi sono il miglioramento del sistema scolastico (inclusa la violenza sugli scuolabus), risolvendo problemi di trasporto creati dall'esplosiva crescita demografica che Jacksonville ha avuto a partire dagli anni novanta. Un'iniziativa chiamata "The Better Jacksonville Plan" fu sviluppata e approvata dagli elettori per parlare di questioni portate da questa rapida crescita. Jacksonville affronta anche una lama a doppio taglio dello sviluppo. Mentre la popolazione aumenta, la città è costretta a vedersela con il mantenimento di infrastrutture che si tengano al passo con questa crescita. Le strade si stanno intasando sempre di più con le automobili e le scuole pubbliche sono via via più affollate. La città sta lottando per mantenere un equilibrio tra le tasse, tradizionalmente più basse, e l'adattamento della popolazione crescente.
Inoltre, il XXXIX Super Bowl del 2005 ha presentato una moltitudine di problemi e sfide per la zona di Jacksonville. Molte delle correnti questioni sui trasporti girarono attorno a questo evento, e molti servizi, come ad esempio il sistema di monorotaia di Jacksonville, conosciuto come Skyway, è rimasto inutilizzato per molti anni. Lo Skyway, specificatamente, è stato criticato nel senso che va da “nessuna parte a nessuna parte” nel suo percorso limitato.

## Società

### Evoluzione demografica
Come dal censimento del 2017, ci sono 892 062 persone, 284 499 famiglie e 190 614 famiglie residenti nella città. La densità di popolazione è di 374,9/km². Ci sono 308.826 unità abitative per una densità media di 157,4/km². La composizione etnica della città è 64,48% bianchi, 29,03% afroamericani, 0,34% nativi americani, 2,78% asiatici, 0,06% oceaniani, 1,33% di altre etnie e 1,99% di due o più etnie. Il 4,16% della popolazione è Ispanica o Latina di qualunque etnia.
Ci sono 284 499 famiglie di cui il 33,9% ha figli al di sotto dei 18 anni che vivono con loro, 46,7% sono coppie sposate che convivono, 16,0% ha un capofamiglia femmina senza marito presente e il 33,0% non si possono considerare famiglie. Il 26,2% di tutte le famiglie e fatto da individui singoli e il 7,7% ha qualcuno che vive da solo dai 65 anni in su. La misura del nucleo familiare media è di 2,53 e la misura media una famiglia è 3,07.
Nella città, la popolazione è distribuita con il 26,7% sotto i 18 anni, 9,7% dai 18 ai 24 anni, 32,3% dai 25 ai 44 anni, il 21% dai 45 ai 64 anni e il 10,3% sono dai 65 anni in su. L'età media è di 34 anni. Per ogni 100 femmine ci sono 93,9 maschi. Per ogni 100 femmine dai 18 anni in su, ci sono 90,6 maschi.
Il reddito medio per una famiglia in città è di 40316 $ e il reddito medio per una famiglia più ricca è di 47243 $. I maschi hanno un reddito medio di 32547 $ contro i 25886 $ per le femmine. Il reddito pro capite per la città è di 20337 $. Il 12,2% della popolazione e il 9,4% delle famiglie sono al di sotto del livello di povertà. Della popolazione totale, il 16,7% di quelli sotto i 18 anni e il 12,0% di quelli dai 65 anni in su vivono al di sotto del livello di povertà.

## Governo

### Storia
Dopo la Seconda guerra mondiale, il governo della Città di Jacksonville cominciò ad incrementare le spese per fondare nuovi progetti edilizi nel boom che ci fu dopo la guerra. Comunque, lo sviluppo dei sobborghi e una successiva ondata di “voli bianchi” lasciò Jacksonville con una popolazione più povera di prima. Molte delle tasse base della città furono sperperate, portando a problemi con i fondi per educazione, sanità e controllo del traffico all'interno dei limiti cittadini. In più, i residenti in sobborghi scorporati ebbero difficoltà ad ottenere servizi municipali come fognature e applicazione del codice edilizio. Nel 1958, uno studio consigliò che la Città di Jacksonville cominciasse ad annettere spese comunitarie così da creare il bisogno di tassa base per migliorare i servizi attraverso tutta la contea. Gli elettori al di fuori dei limiti della città rifiutarono i piani di annessione in sei referendum tra il 1960 e il 1965.
A metà degli anni sessanta, scandali di corruzione cominciarono a nascere tra molti ufficiali della città, che furono principalmente eletti attraverso il tradizionale “good ol' boy network”. Dopo che un gran giurì fu chiamato per investigare, alcuni ufficiali furono incriminati e ancora peggio furono forzati a dare le dimissioni. Il consolidamento, guidato dallo sceriffo Dale Carson, cominciò ad avere più supporto durante questo periodo, sia dai neri del centro storico (che volevano più coinvolgimento nel governo) sia dai bianchi dei sobborghi (che volevano più servizi e più controllo sul centro della città). Tasse più basse, incremento dello sviluppo economico, unificazione della comunità, spese pubbliche migliori ed efficace amministrazione da parte di un'autorità più centrale furono tutte citate come ragioni per un nuovo governo consolidato.
Un referendum per il "consolidamento" (vale a dire la realizzazione di un governo cittadino fuso con quello della contea) si tenne nel 1967 e gli elettori approvarono il progetto. Il 1º ottobre 1968, i governi si unirono per creare la Città consolidata di Jacksonville.

### Struttura

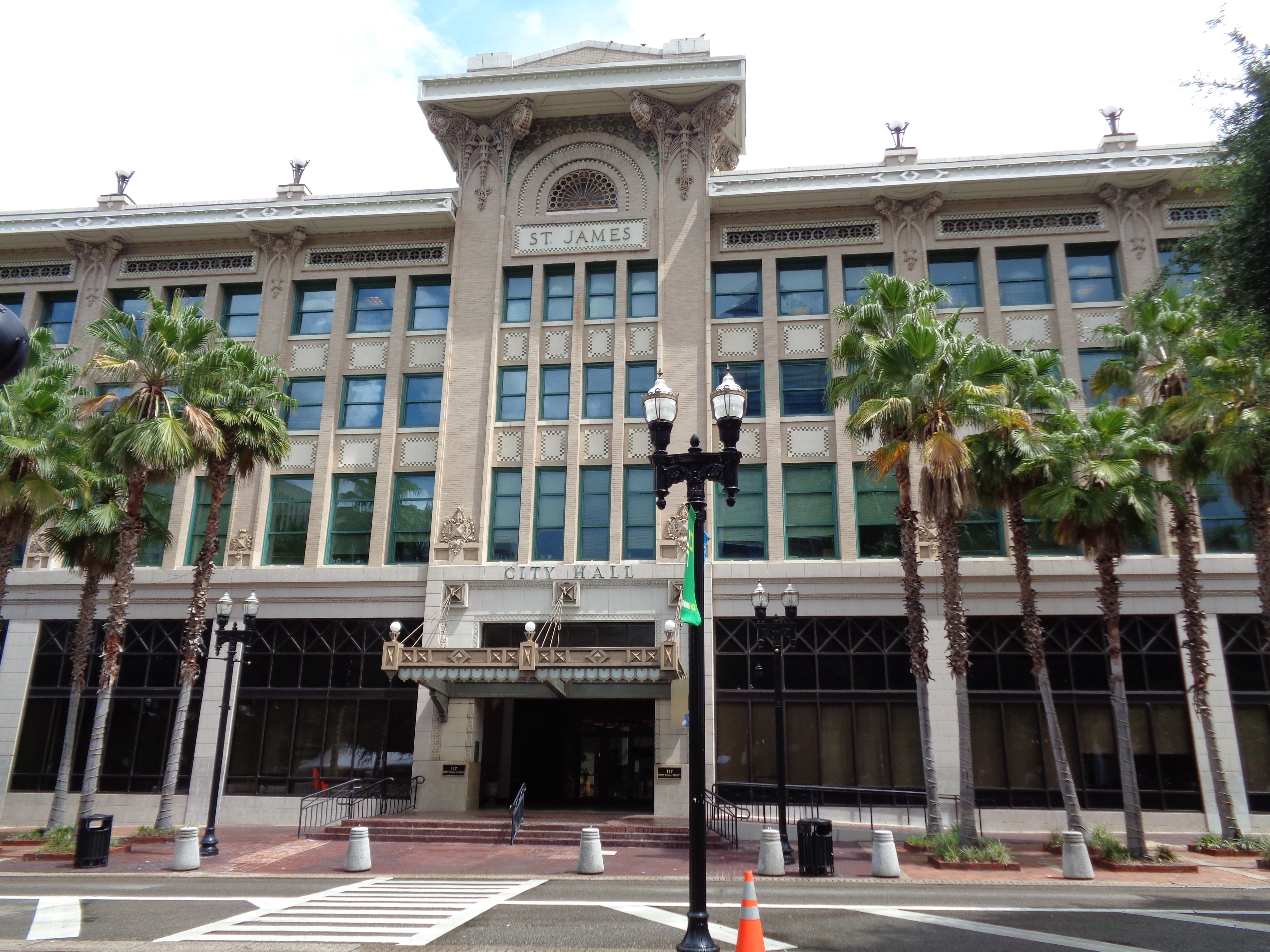
Jacksonville City Hall

Jacksonville usa il Consiglio Sindacale come forma di governo cittadino. Il sindaco è Capo Esecutivo e funzionario Amministrativo, chiamato Strong – Mayor. Ha il potere di veto su tutte le risoluzioni e ordinanze prese dal consiglio cittadino. Ha anche il potere di assumere e licenziare i capi di diversi dipartimenti della città. Il consiglio cittadino ha 19 membri, 14 dei quali sono eletti dai distretti e 5 sono eletti a maggioranza. Quattro amministrazioni comunali nella contea di Duval hanno votato per non unirsi al governo consolidato. Queste comunità consistono solo nel 6% della popolazione totale all'interno della contea. I comuni di Baldwin, Neptune Beach, Atlantic Beach e Jacksonville Beach. Non tutti i servizi cittadini sono stati uniti, causando un minore consolidamento della contea cittadina. Diverse autorità rimangono indipendenti dall'associazione del governo della contea cittadina, incluso il consiglio scolastico, l'autorità elettrica, l'autorità portuale e l'autorità aeroportuale. Vigili del Fuoco, polizia, sanità e benessere, svago, lavori pubblici e sviluppo edilizio e urbano sono stati tutti associati sotto il nuovo governo. Le quattro comunità separate provvedono ai proprio servizi, mentre mantengono il diritto di accordarsi con il governo consolidato per provvedere ai loro servizi. Sotto la nuova struttura governativa, chiunque viva nella contea di Duval è eleggibile per candidarsi come sindaco della Città di Jacksonville, anche quelli che vivono nei quattro comuni separati.

## Educazione

### Scuole superiori pubbliche
Jacksonville, in aggiunta ai distretti scolastici standard, è sede di due scuole di International Baccalaureate ("IB"). Sono la Stanton College Preparatory School e la nuova Paxon School for Advanced Studies. Iniziando dalle classi diplomate del 2010, le scuole uniranno le richieste per il programma IB. Così come le scuole IB, c'è anche la scuola superiore per lo studio delle arti dello spettacolo a Jacksonville, la Douglas Anderson School of the Arts.

### Educazione Universitaria
Jacksonville è sede del Brewer Christian College, dell'Edward Waters College, della Jacksonville University e dell'University of North Florida, così come il Florida Community College a Jacksonville, il Trinità Baptist College, il Jones College, il Florida Technical College, il Logos Christian College e la Florida Coastal School of Law.
L'ex sindaco John Delaney (predecessore dell'attuale sindaco John Peyton) è stato presidente dell'University of North Florida dal luglio 2003, sfruttando la popolarità acquisita assumendo un posto molto ambito nel sistema universitario statale.

## Attrazioni e luoghi d'interesse
Jacksonville offre bellezze naturali, costituite dal fiume St. Johns e dall'Oceano Atlantico, e artificiali come il grattacielo del Bank of America Building, costruito nel 1990 (188 m). Nel centro di Jacksonville vanno segnalati anche il centro commerciale Landing, il Riverwalk e altre strutture notevoli come il Modis Building (una volta era l'edificio che definiva il profilo di Jacksonville, di proprietà dell'Indipendent Life) con la sua distintiva base svasata e la Riverplace Tower, la quale è la più alta struttura in cemento nel mondo.

### Eventi musicali
- L'evento culturale principale della città è il Jacksonville Jazz Festival, un evento annuale che ospita molti dei nomi più grandi del jazz. Jacksonville ospita anche due musei d'arte, la Cummer Gallery of Art e il Jacksonville Museum of Modern Art. La Jacksonville Symphony Orchestra esegue regolari esibizioni al Times – Union Center for the Performing Arts vicino al centro della città. Di recente costruzione, la Veterans Memorial Arena è velocemente cresciuta in popolarità con molti spettacoli, nei due anni dalla sua costruzione, di artisti come KISS, Aerosmith, Elton John e molti altri spettacoli presentati lì.
- Jacksonville ospita anche un evento concertistico annuale conosciuto come "Come Together Day", che si tiene ogni estate al Metro Park, adiacente al Jacksonville Municipal Stadium, sulle sponde del fiume St. Johns. I più grandi nomi del genere Hip Hop/R&B percorrono la loro strada fino a Jacksonville per esibirsi di fronte a migliaia di spettatori. L'evento è sponsorizzato dalle stazioni radio locali. Nei musicisti che si sono esibiti nel passato sono inclusi: Monica, Ying Yang Twins, Master P, Trina, David Banner, Trick Daddy, Destiny's Child, e un grande numero di presentatori tra importanti leggende del mondo hip hop. Folle di persone da tutta la regione convergono a Jacksonville per uno dei più grandi eventi hip hop dell'anno. L'evento fu originariamente creato come modo per riunire insieme le comunità afro americane come se fosse una riunione di famiglia. Il Come Together Day da allora è cresciuto ed è diventato uno dei maggiori eventi che dà il benvenuto a turisti attraverso tutto il sud ovest.
- Jacksonville Beach ospita lo Springing the Blues Festival. Sul sito web springingtheblues.com è stato dichiarato che lo Springing the Blues è un festival gratuito di musica blues all'aperto creato per celebrare forme musicali indigene dell'America e promuovere un supporto per le arti. I tre giorni dell'evento sulla costa oceanica è caratterizzato da un numero di rinomati artisti blues così some numerose esibizioni e attività organizzate per tutta la famiglia. Si tiene a Jacksonville Beach, al Florida's Oceanfront SeaWalk Pavilion il primo fine settimana dell'aprile di ogni anno.

### Eventi festivi
I cittadini di Jacksonville e delle contee circostanti si recano a Jacksonville Riverwalk per essere abbagliati dai fuochi d'artificio. Il 4 luglio, tempo permettendo, la città è il centro di uno dei più grandi spettacoli di fuochi artificiali di tutta la nazione. A migliaia si riuniscono al Metro Park, che è anche il luogo dove si svolge l'Happy Birthday America Concert. Nella notte di San Silvestro, Jacksonville organizza un concerto con fuochi d'artificio sulle sponde del fiume per introdurre l'anno nuovo. Questi fuochi d'artificio fanno uso dei bellissimi grattacieli del centro di Jacksonville e i suoi numerosi ponti illuminati con colori brillanti per creare un'atmosfera di festività.

### Jacksonville Zoological Gardens
I Jacksonville Zoological Gardens vantano la seconda collezione d'animali più grande nello Stato, solo dietro al Disney's Animal Kingdom. Lo zoo ospita elefanti, leoni, giaguari, una moltitudine di rettilari e voliere a volo libero e molti altri animali.

### Musei

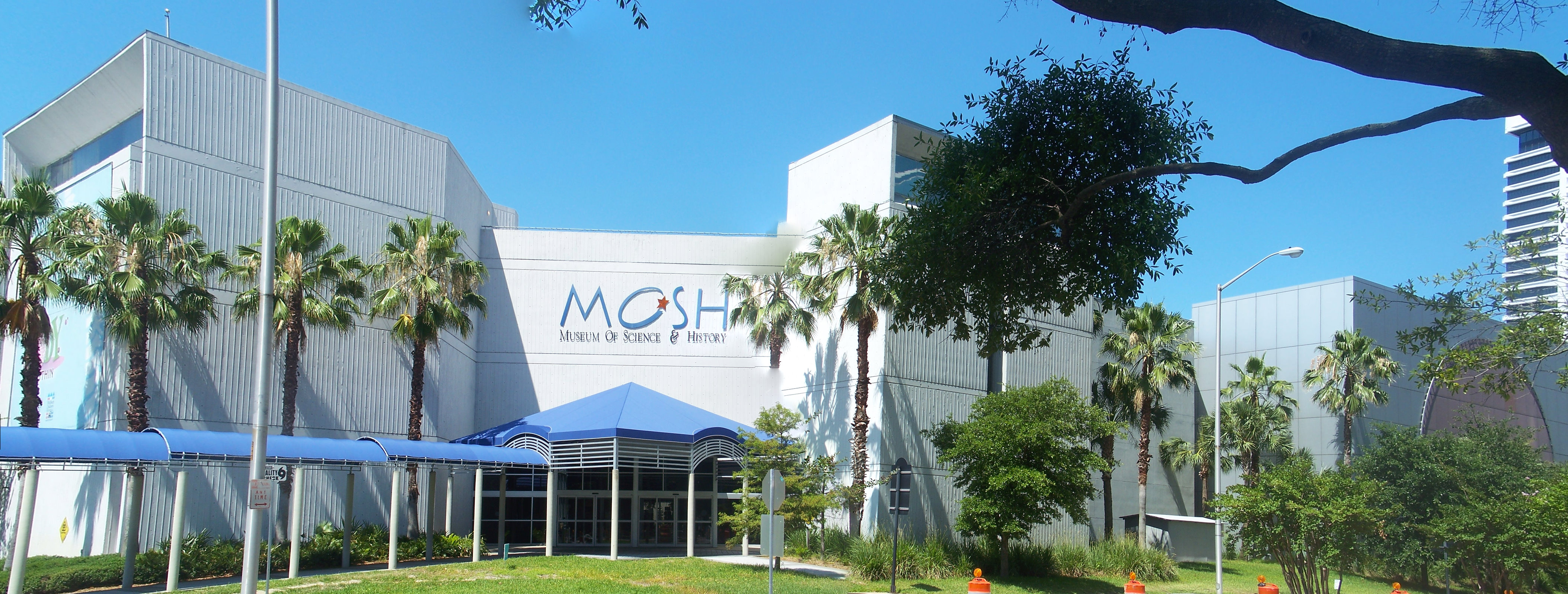
Il Museum of Science and History

- Il Museum of Science and History (MOSH) è un museo interattivo per gente di tutte le età. Il museo comprende l'Alexander Brest Planetarium dove si possono osservare le stelle e imparare l'astronomia. Il museo ospita anche visite giornaliere, gruppi e feste di compleanno. Il MOSH si trova a Southbank nel centro di Jacksonville.
- Il Jacksonville Museum of Modern Art (JMOMA) ha varie mostre e programmi educativi. Il JMOMA si trova in North Laura Street nel centro di Jacksonville.
- Il Cummer Museum of Art and Gardens ospita una grande collezione di dipinti europei ed americani. La bellezza del Cummer proviene dal luogo in cui si trova, sulle rive del fiume St. Johns, e dai giardini che circondano il museo. I giardini comprendono due acri di

Altri punti d'interesse della città sono:
- Palm and Cycad Arboretum at Florida Community College at Jacksonville
- The Klutho Building at 1830 Main Street
- The Old Morocco Temple Building, su cwpowellins.com. URL consultato il 20 novembre 2005 (archiviato dall'url originale il 22 dicembre 2005).

## Sport
Jacksonville è sede di numerose squadre sportive professionistiche, tra cui i più famosi sono i Jacksonville Jaguars della National Football League, nati nel 1995. I Jacksonville Suns sono una formazione della lega minore di baseball affiliata con i Los Angeles Dodgers. La squadra di hockey su ghiaccio è denominata Jacksonville Barracudas.
Jacksonville è stata scelta per il Super Bowl XXXIX, diventando così la terza città nello Stato della Florida (Miami e Tampa le altre) ad ospitare l'evento. La partita si è tenuta il 6 febbraio 2005 e ha avuto come ospite principale al momento dell'intervallo, l'ex Beatle Sir Paul McCartney. A causa del clima più mite e ad un ridotto numero di strutture alberghiere, molti critici hanno accusato Jacksonville di essere al di sotto dello standard di "padrone di casa" per un Super Bowl, anche se i leader locali hanno pensato che la critica fosse ingiustificata. La partita in sé è stata giocata sotto un clima ideale per il football (circa 55 °F, cioè 12,7 Celsius), e i New England Patriots hanno sconfitto i Philadelphia Eagles, 24 – 21.
Jacksonville è anche un fulcro per quanto riguarda il gioco del golf del nord della Florida.
A Ponte Vedra sorge il Tournament Players Club at Sawgrass, uno dei più famosi campi da golf nel mondo e casa dell'annuale torneo PGA TPC (il Campionato dei Giocatori). Nei pressi di St. Augustine è casa del World Golf Village e della World Golf Hall of Fame. Jacksonville ospita anche dozzine di altri campi da golf e country club.
Il tennis professionistico è in città ogni anno quando la WTA tiene il Bausch & Lomb Championship all'Amelia Island Plantation vicino a Fernandina Beach, appena a nord di Jacksonville. Altri eventi sportivi comprendono l'annuale Kingfish Tournament tenuto in luglio, la partita di football Florida – Georgia, comunemente nota come “The World's Largest Outdoor Cocktail Party” tenuta ogni ottobre, l'ACC Championship e il Gator Bowl tenuto all'inizio di gennaio. L'University of North Florida, la Jacksonville University e l'Edward Waters College inoltre mettono in campo molte squadre d'atleti in numerosi sport.
A Jacksonville hanno sede anche due importanti promotion di wrestling professionistico statunitense: la All Elite Wrestling, i quali programmi vengono emessi su TNT e TBS, e la Ring of Honor, questa però originaria di Filadelfia.

## Infrastrutture e trasporti
Le autostrade interstatali 10 e 95 si incrociano a Jacksonville. L'autostrada interstatale 10 termina proprio con questa intersezione (l'altro capo è in California). Il capolinea orientale dell'US-90 è nelle vicinanze di Jacksonville Beach vicino all'Oceano Atlantico. In aggiunta, diverse altre strade, così come una delle maggiori strade statali locali, il J. Turner Butler Boulevard (SR 202) unisce anche Jacksonville alle spiagge. Il trasporto pubblico è fornito dalla Jacksonville Transportation Authority. La città ha una monorotaia, la Jacksonville Skyway, che si sviluppa attorno al distretto d'affari centrale ed è abbastanza economica da usare ma ha poche stazioni e non risulta aver alleggerito il traffico cittadino nella misura sperata.
L'Interstate 95 ha una tangenziale, I-295 la quale attualmente passa la città da ovest. L'I-295 diventa poi un nodo quando la State Road 9A si completa nella porzione sud-est della contea. Jacksonville è anche casa del quartier generale mondiale della CSX Transportation.
Ci sono anche numerosi ponti sul fiume Saint Johns a Jacksonville. Partendo dal più lontano a valle, abbiamo il Dames Point Bridge, il Mathews Bridge, l'Isaiah D. Hart Bridge, il Main Street Bridge, l'Acosta Bridge, il Fuller Warren Bridge (che porta il traffico dell'I-95) e il Buckman Bridge (che porta il traffico dell'I-295).
Il maggiore servizio di trasporto aereo a Jacksonville opera al Jacksonville International Airport. Aerei più piccoli possono fare scalo al Craig Airport nella parte sud e all'Herlong Airport nella parte ovest. La città gestisce anche un campo d'aviazione al Cecil Commerce Center che è progettato per compagnie di fabbricazione aerospaziale.
Nel 2003 ha aperto il JAXPORT Cruise Terminal offrendo servizio di crociera per Key West, Florida, le Bahamas e il Messico.

## Media locali
- Quotidiani
  - The Florida Times-Union
  - The Daily Record
- Settimanali
  - Folio Weekly
  - Jacksonville Free Press
  - Business Journal of Jacksonville
  - The Jacksonville Advocate
  - The Florida Star
- Mensili
  - Jacksonville Magazine

## Amministrazione

### Gemellaggi
- Bahía Blanca, dal 1967
- Murmansk, dal 1975, Status dormiente[1]
- Chimbote
- Masan, dal 1983
- Nantes, dal 1985[2]
- Yingkou, dal 1990
- Port Elizabeth, dal 2000
- San Juan[3]

Il Sister Cities International nel 2000 ha premiato Jacksonville con l'Innovation Arts & Culture Award per il programma della città con Nantes, Francia.